# كأس اليونان 1946–47
كأس اليونان 1946–47 (باليونانية: Κύπελλο Ελλάδος ποδοσφαίρου ανδρών 1946-47) هو الموسم 5 من كأس اليونان. أشرف على تنظيمه الاتحاد الإغريقي لكرة القدم، وكان عدد الأندية المشاركة فيه 96، وفاز فيه نادي أولمبياكوس.